# Ville Niinistö
 (Turku, 30 luglio 1976) è un politico finlandese, parlamentare ed ex Ministro dell'Ambiente nel Governo Katainen e nel Governo Stubb dal 22 giugno 2011 al 25 settembre 2014.

## Biografia
Niinistö si diplomò presso la Kaarinan lukio nel 1995 e conseguì la laurea in scienze politiche presso l'Università di Turku nel 2003. Tra il 1999 e il 2000, Niinistö fece uno scambio culturale nel Regno Unito presso la University College (School of Slavonic and East European Studies). La tesi del suo master, intitolata "La missione della superpotenza Russia", fu usata dagli esperti in politiche estere russe per pensare alla posizione della Russia nel mondo. È stata votata dalla commissione cum laude approbatur. Niinistö fu segretario dell'Unione degli Studenti dell'Università di Turku (Turun yliopiston ylioppilaskunta, TYY) tra il 2001 e il 2003.
Dopo essersi laureato, Niinistö fu uno studente laureato a tempo pieno (2005-2006) e un ricercatore presso la facoltà di scienze politiche dell'Università di Turku (2004-2005, 2006-2007).

## Carriera politica
Niinistö si descrive come un verde socialliberale.
Alle elezioni amministrative del 2004 Niinistö venne eletto nel consiglio comunale di Turku con 1515 voti e anche alle elezioni amministrative del 2008 con 1626 voti Tra il 2005 e il 2007 fu anche assessore della città di Turku. Non si ricandidò per le elezioni amministrative del 2012.
Niinistö è stato eletto come parlamentare nelle elezioni del 2007, ricevendo 5 182 voti. Fu segretario del gruppo parlamentare verde tra il 2009 e il 2011.

### Ministro dell'Ambiente
Niinistö divenne Ministro dell'Ambiente durante il governo Katainen unanimemente dal gruppo parlamentare verde e dalla delegazione della Lega Verde in un incontro il 20 giugno 2011. Continuò la sua missione anche nel governo Stubb fino al 18 settembre 2014 quando la Lega Verde uscì dal governo per l'approccio del governo di autorizzare l'apertura di una nuova stazione nucleare a Fennovoima in collaborazione con la compagnia russa Rosatom nei pressi di Pyhäjoki. A causa delle sue dimissioni Niinistö è stato sostituito il 26 settembre 2014 da Sanni Grahn-Laasonen del Partito di Coalizione Nazionale.

### Segretario della Lega Verde
Ville Niinistö è stato eletto segretario della Lega Verde l'11 giugno 2011, prendendo il posto di Anni Sinnemäki. Gli succedette Touko Aalto dal 17 giugno 2017.

## Elezioni
| Anno | Circoscrizione | Voti  | Eletto     | Note   |
| ---- | -------------- | ----- | ---------- | ------ |
| 2003 | Vera Finlandia | 3 435 | in riserva | [ 13 ] |
| 2007 | Vera Finlandia | 5 182 | eletto     | [ 13 ] |
| 2011 | Vera Finlandia | 5 362 | eletto     | [ 13 ] |
| 2015 | Vera Finlandia | 8 835 | eletto     | [ 13 ] |

| Anno | Comune   | Voti  | Eletto     | Note   |
| ---- | -------- | ----- | ---------- | ------ |
| 2000 | Naantali | 59    | in riserva | [ 14 ] |
| 2004 | Turku    | 1 515 | eletto     | [ 13 ] |
| 2008 | Turku    | 1 626 | eletto     | [ 13 ] |
| 2017 | Turku    | 3 773 | eletto     | [ 13 ] |

| Anno | Voti  | Eletto     | Note   |
| ---- | ----- | ---------- | ------ |
| 2004 | 7 326 | non eletto | [ 13 ] |

## Vita privata
Il padre di Ville Niinistö è il docente di pedagogia Kari Niinistö e lo zio è il Presidente della Repubblica finlandese Sauli Niinistö. Ville Niinistö tra il 2004 e il 2012 è stato sposato con la parlamentare svedese nonché segretaria del partito Miljöpartiet de Gröna Maria Wetterstrand, da cui ha avuto due bambini.

## Critiche
Nel marzo 2013 Niinistö scontò 18 giorni di pena per aver guidato un'auto a 139 km/h su una strada dove il limite massimo era di 100 km/h.. Ha dovuto inoltre pagare una multa da 4 844,43 € per aver guidato una macchina con targa svedese e non aver pagato le tasse di importazione.